# Heliga förbönskyrkan, Bolshiјe Lozytsyj
Heliga förbönskyrkan (belarusiska: Свята-Пакроўская царква/Svjata-Pakrowskaja tsarkva) är en belarusisk-ortodox träkyrkobyggnad belägen i byn Bolshiјe Lozytsyj, i distriktet Sjkloŭski Rajon i Mahiljoŭs voblast, i östra Belarus.
Kyrkan är helgad åt Guds Moders Beskydd.

## Historik
Heliga förbönskyrkan i Bolshiјe Lozytsyj uppfördes 1820.

## Kyrkan
Kyrkobyggnadens grund är korsformad. Den är också med på Belarus lista över historiska och kulturella värden.

## Bilder

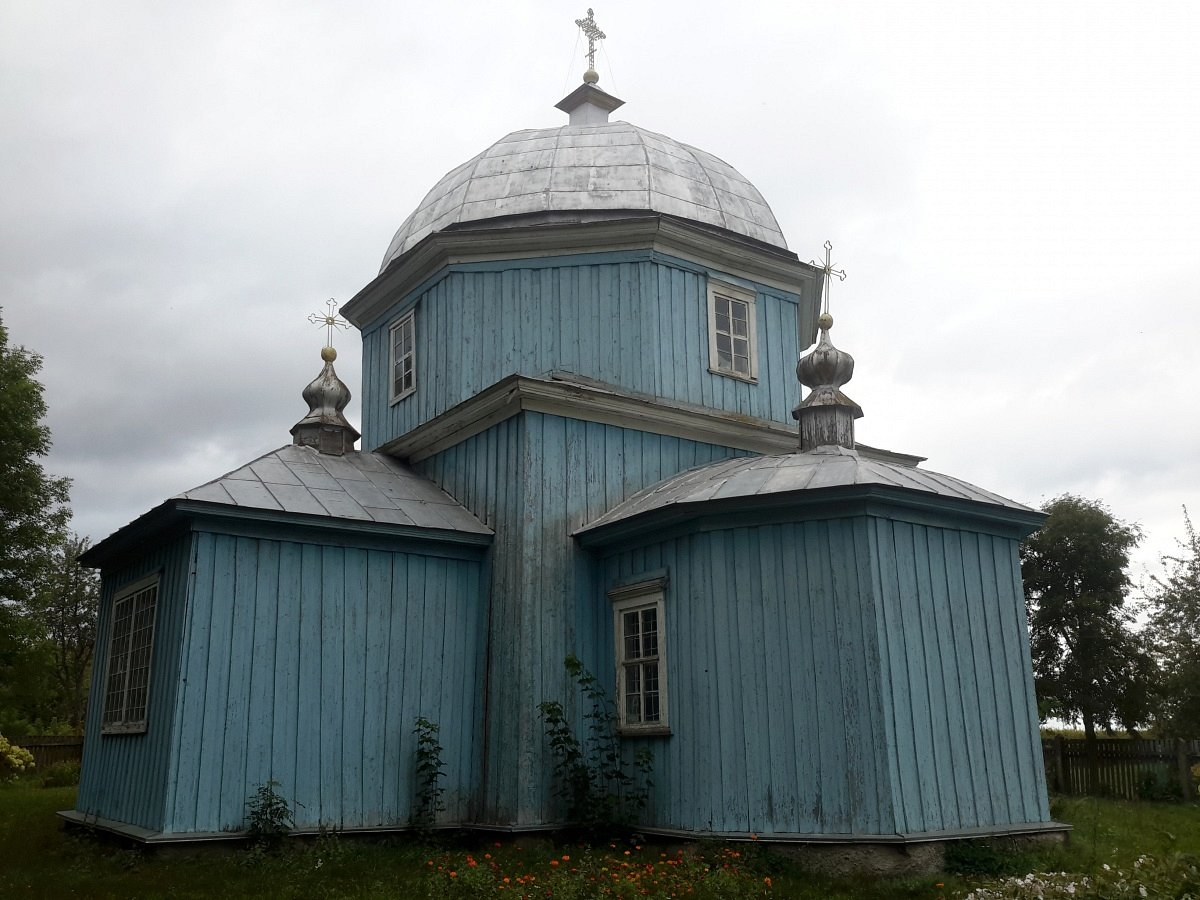
Absiden

### Allmänna källor
- Свята-Пакроўская царква, Вялікія Лазіцы - Архіварта — Партал спадчыны Беларусі (archivarta.by)
- Храм Пакрова Божай Маці Вялікія Лазіцы (hram.by)